# Franklin (Carolina do Norte)
Franklin é uma cidade  localizada no estado norte-americano de Carolina do Norte, no Condado de Macon.

## Demografia
Segundo o censo norte-americano de 2000, a sua população era de 3490 habitantes.
Em 2006, foi estimada uma população de 3618, um aumento de 128 (3.7%).

## Geografia
De acordo com o United States Census Bureau tem uma área de
10,0 km², dos quais 9,9 km² cobertos por terra e 0,1 km² cobertos por água. Franklin localiza-se a aproximadamente 601 m acima do nível do mar.

## Localidades na vizinhança
O diagrama seguinte representa as localidades num raio de 24 km ao redor de Franklin.